# 戈爾德克里克 (內華達州)
戈爾德克里克（英語：Gold Creek）是位於美國內華達州埃爾科縣的鬼鎮。

## 歷史
戈爾德克里克的郵局於1897年設立，其後於1929年停運。

## 地理
戈爾德克里克所處的海拔為高於海平面2079米（即6821英呎），而該地所採用的時區為UTC-8，即太平洋时区（PST）。同時該地設有夏令時間，為UTC-8調快一小時，即UTC-7（PDT）。